# Abell 1835 IR1916

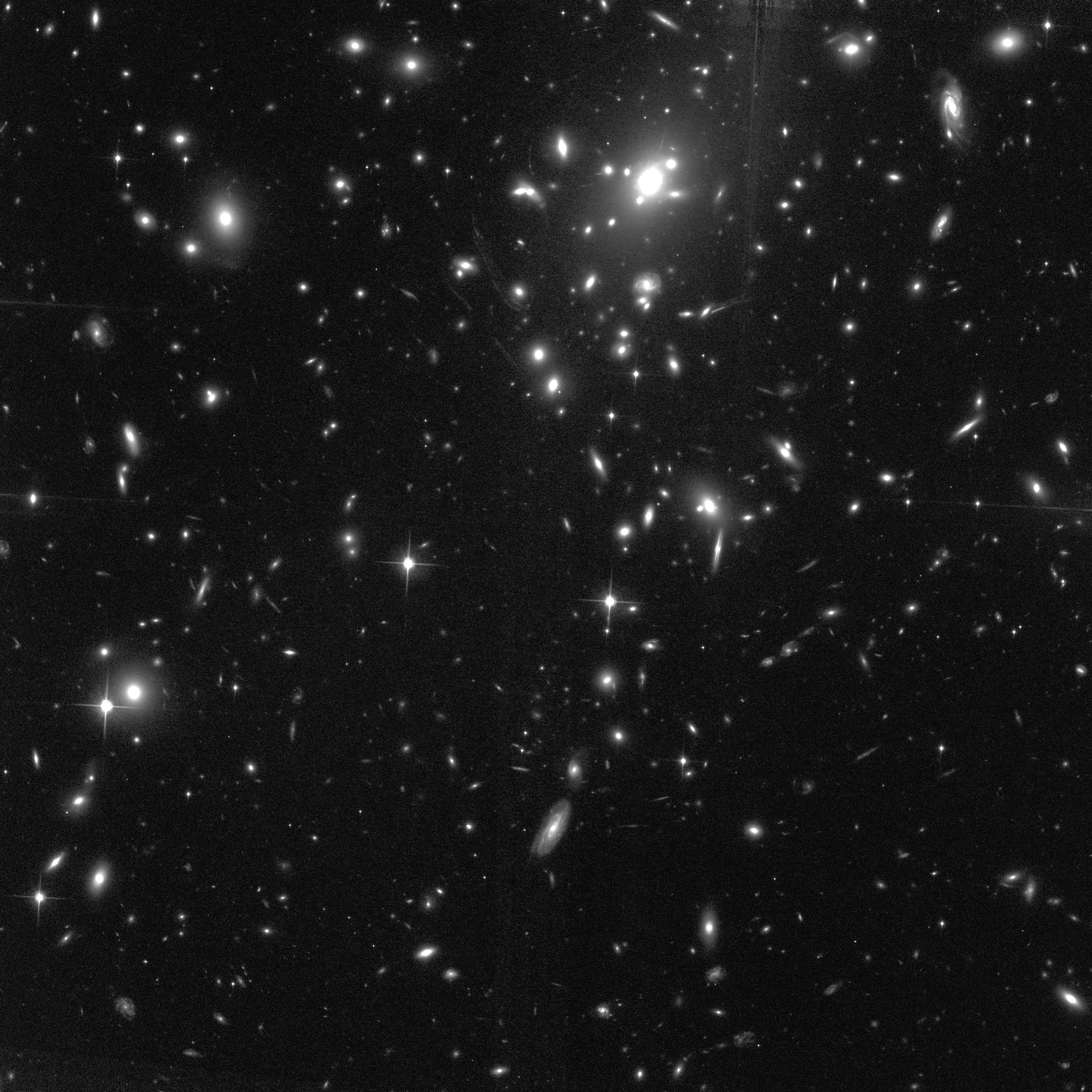
Roiul de galaxii Abell 1835, în spatele căruia a fost descoperită „galaxia Abell 1835 IR1916”

Abell 1835 IR1916 este un obiect ipotetic situat în direcția roiului de galaxii Abell 1835. Descoperirea sa  pe un clișeu în domeniul infraroșu al Very Large Telescope (VLT) al Observatorului European Austral (ESO) a fost anunțată în martie 2004. 

## Descoperirea
Astronomii francezi și elvețieni Roser Pelló, Johan Richard, Jean-François Le Borgne, Daniel Schaerer și Jean-Paul Kneib, de la Observatorul Midi, din Pirinei, Franța, au afirmat, în martie 2004, că au identificat, pe un clișeu în infraroșu, obținut de Very Large Telescope (VLT), un fragment de galaxie extrem de slabă, cu deplasarea spre roșu de 10,0.  Acest lucru este echivalent cu a spune că este vizibil de pe Pământ cum a fost la doar 460 milioane ani după nașterea Universului. 
Observația a fost făcută posibilă de către roiul de galaxii cel mai apropiat (Abell 1835, din constelația Fecioara), care acționează ca o puternică lentilă gravitațională.

## Descriere
Studiul spectroscopic al obiectului n-a putut fi realizat din cauza strălucirii sale prea slabe, dar deplasarea sa spre roșu a fost estimată prin metode fotometrice la o valoare de 10. Metoda utilizată era căutarea unui exces de flux luminos corespunzător benzii de emisiune Lyman-alpha. O asemenea bandă fusese observată  cu o lungime de undă cuprinsă între 1,315 și 1,365 microni, de comparat cu lungimea de undă de repaus al benzii Lyman-alpha, de 121.5 nm. Acest raport de circa 11 între lungimile de undă a fost interpretat ca fiind datorat unei deplasări spre roșu de 10.
Obiectul se află la o distanță de 13,2 miliarde ani-lumină față de Pământ, în constelația Fecioarei. Asta înseamnă ca Abell 1835 IR1916 se observă cum era acum 13,2 miliarde de ani, doar cu 500 milioane de ani după Big Bang.